# Marya Hornbacher
Marya Justine Hornbacher (Minneapolis, 4 aprile 1974) è una scrittrice, saggista e giornalista statunitense.

## Biografia
Marya Hornbacher nasce a Walnut Creek, California per poi trasferirsi ad Edina (Minnesota) quando la sua famiglia si trasferì per lavoro, quando lei aveva nove anni. I suoi genitori, Jay and Judy Hornbacher, lavoravano nel teatro come attrice e direttore.
Hornbacher divenne bulimica all'età di nove anni, e iniziò a drogarsi e bere a soli tredici. A quindici anni viene ammessa in una scuola per ragazzi particolarmente dotati, ma l'anno successivo comincia ad entrare ed uscire da vari ospedali psichiatrici.
A poco più di vent'anni inizia ad insegnare presso la Minnesota State University ed è assunta dal più importante giornale locale.
Tenterà il suicidio nel 1994.
Dopo aver pubblicato A Memoir of Anorexia and Bulimia, si sposa con Julian Daniel Beard, ma il suo matrimonio dura pochissimo. Eccessi nelle spese, d'alcool, e continui ricoveri lo segnano.
Si risposerà con il fotografo Jeff Miller e riprenderà a fare la giornalista per il primo giornale per cui lavorò.

## La scrittrice
Il suo primo libro A Memoir of Anorexia and Bulimia, in Italia distribuito come Sprecata, è la sua storia, l'autobiografia di una anoressica, bulimica e alcolizzata: soffre anche di disturbo bipolare.
Questo libro nel 1998 le ha valso una nomination al Premio Pulitzer, una tiratura di oltre un milione di copie solo in USA e la traduzione in quattordici lingue.
Il suo secondo libro, 2005, The Center of Winter,che in Italia prende il nome di Al centro dell'inverno è la storia di una famiglia, sconvolta dal suicidio del padre.
Nel 2008 il suo terzo libro: Madness: A Bipolar Life, Una vita bipolare, è un'altra autobiografia, che racconta come la sua psicosi abbia influenzato sulla sua vita. Principalmente narra il suo rapporto con il bipolare, e come questo le abbia influenzato la vita.

## Opere in italiano
- Sprecata, Tea, ISBN 978-88-7818-789-4
- Al centro dell'inverno, Tea, ISBN 978-88-502-1657-4
- Una vita bipolare, Corbaccio, ISBN 9788879728539